# Дефтхеквондо
Тхеквондо для людей з вадами слуху (Deaf Taekwondo) це один з літніх дефлімпійських видів спорту та один з методів соціальної реабілітації та розвитку особистості.

## Правила змагань зі спарингу
Змагання з тхеквондо серед людей з вадами слуху і глухих спортсменів проводяться відповідно до правил організації World Tekwondo (WT) з урахуванням особливостей цієї категорії людей.
За удар в корпус дають 2 бали, в голову — 3 бали, за удар з розвороту додають 2 бали. Удар рукою в корпус — 1 бал. За умови рівного рахунку після 3-го раунду проводиться 4-й раунд допоки один зі спортсменів не набере два бали.
Замість звукових сигналів використовуються візуальні (жести), рефері може торкатись спортсменів. 

## Тхеквондо на Дефлімпійських іграх
Дефлімпійські ігри (англ. «Deaflympic» від deaf — глухий) це санкціоновані Міжнародним олімпійським комітетом спортивні змагання найвищого рівня, що проводяться раз на чотири роки для спортсменів, які мають до рівня 55 дБ (та нижче) на краще вухо. Тхеквондо є одним з основних видів спорту на цих змаганнях.  
Національна збірна з тхеквондо серед спортсменів з порушеннями слуху дебютувала бронзою в Тайпеї-2009, і вже в оновленому складі (після анексії Криму) виборола срібло на Дефлімпіаді-2017 в турецькому Самсуні. Головним тренером збірної наразі є Павло Пшенічніков. 